# Eremodynerus
Eremodynerus är ett släkte av steklar. Eremodynerus ingår i familjen Eumenidae.
Kladogram enligt Catalogue of Life:
| Eremodynerus | \| \| Eremodynerus chotanensis \| \| \| \| \| \| Eremodynerus consimilis \| \| \| \| \| \| Eremodynerus saharensis \| \| \| \| \| \| Eremodynerus subnitens \| \| \| \| |
|              | \| \| Eremodynerus chotanensis \| \| \| \| \| \| Eremodynerus consimilis \| \| \| \| \| \| Eremodynerus saharensis \| \| \| \| \| \| Eremodynerus subnitens \| \| \| \| |
|              | Eremodynerus chotanensis |
|              | |
|              | Eremodynerus consimilis |
|              | |
|              | Eremodynerus saharensis |
|              | |
|              | Eremodynerus subnitens |
|              | |